# Gregoryjev teleskop
Gregoryjev teleskop ili Gregorian teleskop je vrsta reflektorskog teleskopa, koji je konstruirao škotski matematičar i astronom James Gregory u 17. stoljeću, a prvi je sagradio Robert Hooke 1673. Jedino prije toga je napravljen Newtonov teleskop, kojeg je sagradio Isaac Newton, 1668. U Gregoryjevu teleskopu s provrtanim paraboloidnim zrcalom, opisanim u djelu Napredna optika (lat. Optica Promota, 1663.), sekundarno je zrcalo elipsoidno udubljeno, čime se dobiva uspravna slika. Zbog maloga vidnog polja nije ušlo u širu upotrebu.

## Povijest
Konstrukciju Gregorian teleskopa je objavio James Gregory 1663., u knjizi Optica Promota. Slične teoretske konstrukcije su napravili Bonaventura Cavalieri u knjizi Lo Specchio Ustorio 1632. i Marin Mersenne 1636. u knjizi Harmonie universalle. Rani pokušaji Gregoryja nisu uspjeli, jer nije imao prektičnog iskustva i nije mogao pronaći vješte optičare za njegove leće. Nakon 10 godina, Robert Hooke je uspio sagraditi Gregorian teleskop. 

## Konstrukcija
Gregoryjev teleskop se sastoji od dva ogledala: primarno veliko ogledalo (konkavni paraboloid) skuplja svjetlost i dovodi ga skoro u žarište, da bi da sekundarno malo ogledalo (konkavni elipsoid) reflektirao nazad, kroz otvor u centru primarnog ogledala, do okulara. Ova konstrukcija je uglavnom istisnuta s Cassegrain teleskopom, ali za astronome amatere ipak je lakše izraditi Gregoryjev teleskop, jer je lakše napraviti i provjeriti sekundarno malo ogledalo.

## Radioteleskop Sardinija
Radioteleskop Sardinija je veliki potpuno okretljivi u svim smjerovima radio teleskop, koji je pušten u pogon 2012., i smješten je u mjestu San Basilio, pokrajina Cagliaria, na otoku Sardiniji, u Italiji. 
Glavne tehnička svojstva su:
- Promjer primarnog reflektora je 64 metra, a sekundarnog 7,9 metara;
- Gregoryjev raspored s glatkom površinom;
- Aktivna površina reflektora s 1 116 prilagodljivih aktuatora;
- Područje rada je radio valovi 0,3 – 115 GHz;
- Tri žarišta: primarno, Gregoryjevo i navođeno;
- Točnost primarnog reflektora: 0,15 mm RMS
- Stupanj učinkovitosti reflektora: ≈ 60 %;
- Točnost navođenja u točki: 2 – 5 kutne sekunde.[6]

## Vanjske poveznice
- Kenyon College  Arhivirana inačica izvorne stranice od 14. veljače 2012. (Wayback Machine)
- The Encyclopedia of Astrobiology, Astronomy, and Spaceflight